# Рожле Презељ
Рожле Презељ  (Марибор, СФРЈ, 26. септембар 1979) је словеначки атлетичар, национални рекордер, чија је специјалност скок увис.
Презељ је учествовао у више међународних такмичења: два пута на Летњим олимпијским играма 2004. и 2008, три пута на Светском првенству на отвореном 2003, 2007. и 2011, једном на Светском првенству у дворани 2004.. Три пута је учествовао на Европским првенствима на отвореном 2002., 2006. и 2010. и 4 пута на Европским првенствима у дворани 2002, 2005, 2007. и 2011. Његово прво велико финале било је 2008. у Пекингу, када је освојио 12 место скоком 2,20 м. Учествовао је и на олимпијским играма 2012, али није успео да се пласира у финале.
Лични рекорди Презеља су на отвореном 2,32 м (2012), а у дворани 2,31 м (2004).